# Тундра
 Тази статия е за вида природна зона.  За екорегиона вижте Тундра (Северна Америка).  
Тундрата (на фински: tunturi – безлесна равнина) е вид природна зона, ограничена на юг от тайгата, а на север от арктически (полярни) пустини с вечнозамръзнала почва. Има и антарктическа тундра, която заема част от Антарктическия полуостров и някои острови във високите географски ширини на Южното полукълбо (например Южна Джорджия и Южни Сандвичеви острови). Тя е от основните хабитатни типове във физикогеографската класификация на Световния фонд за природата.
По своя характер повърхностите на тундрата биват блатисти, торфови (покрити с мъх) или каменисти (покрити с лишеи). В планините на Скандинавския полуостров, в Урал, Сибир, Аляска и Северна Канада се среща е планенска тундра.

## Местоположение, климат, почви
Тундрата обхваща северните части на Северна Америка, Европа и Азия, предимно районите разположени северно от 70° с.ш. Тя се отличава с много суров климат (субполярен), тук виреят и обитават само растения и животни, които издържат на студ, силни ветрове, вечно замръзналата пова и нейното неплодородие. Зимата е продължителна – 8 – 9 месеца, и студена (до −65 °С). Това допринася и за замръзването на повечето води там. Лятото е също относително студено, средната температура през юни е около 12 °С. При температури по-ниски от -10 °С и снежна покривка от 6 до 10 месеца годишно, горният слой на почвата се размразява за кратко през лятото.
Почвите на тундрата се характеризират с ниска снежна покривка – 5 – 50 cm, която се издухва поради силните ветрове; вечната замръзналост в почвата влияе върху нейното плодородие. Почвите са тундрово-глееви и торфени, окислени.

## Растителен свят
В тундрата преобладават многогодишни растения: мъхове, лишеи, тревисти хемикриптофити и хамефити (чимови, геофити, възглавничкови и полувъзгглавничкови, розетъчни и полурозетъччни), листопадни храстчета-хамефити (Salix polaris и др.), вечнозелени храстчета (Empetrum hermaphroditum, Ledum decumbens и др.), листопадни нискорасли храстчета нанофанерофити (Betula nana, B. exilis, Salix lanata и др.), едногодишни (Koenigia islandica и др.) и луковични (Lloydia serotina и др.). За тундрата е характерна полидоминатността (във всяко растително семейство има по няколко доминиращи вида, обикновено отнасящи се към различни жизнени форми) и мозаечна структура, свързана с криогенния микрорелеф, който е представен от малки хълмчета и падинки и заравнени и зачимени тревисти пространства. Често зачимените повърхности се прекъсват от петна от голи скали.
Голяма част от тундровата зона в Северното полукълбо е заета от субарктична (северна и южна) тундра, която на север се сменя с арктична тундра, където няма храстовидна растителност и заедно с мъховете, лишеите и тревите, голяма роля играят арктоалпийските храстчета (Salix polaris, Dryas octopetala) и др. В северната част на Източноевропейската равнина и в Западен Сибир за южните части на тундровата зона е характерна голямоерниковата тундра с добре представени етажи от бреза-джудже (Betula nana) с примеси от върба. На север етажът на храстите оредява, те стават по-дребни и голяма роля в растителната покривка придобиват, заедно с мъховете, малки храстчета и полустелещи се храстчата от острица (Carex ensifolia ssp. arctisibirica) с примеси от дриада (патешка трева). В Източен Сибир с увеличаване на континенталността на климата голямоерниковата тундра се сменя с дребноерникова с друг вид брезички (Betula exilis). В Чукотка и Аляска господства чимовата тундра с пушица (Eriophorum vaginatum) и острица (Carex lugens) с участието на бриеви и сфагови мъхове и примеси от дребни храсти, които на север стават още по-малки. В субарктичната тундра на Канада и Гренландия преобладава тундра с господство на ерикоидни храсти (Vaccinium uliginosum ssp. microphyllum, Cassiope tetragona и др.). Тундрата служи за паша на елени, овцебици, а на места и за бране на дребни плодове (рубус, синя боровинка, емпетрум).

## Животински свят
Характерна особеност на тундровата фауна е нейната бедност, свързана със суровите условия за съществуване и относителната ѝ младост, наличието на ендемити, понякога отнасящи се до самостоятелни родове, а също и еднородност, определяна от околополярното разпространение на повечето от видовете, и връзката на повечето от обитателите с морето (птици, живеещи в птичи базари, бяла мечка, редица перконоги). Голяма част от видовете гръбначни животни през зимата напускат тундрата (птиците отлитат, бозайниците мигрират) и само малко от тях, например лемингите, бодърстват под снега. Вечната замръзналост и свързана с нея заблатеност не благоприятстват съществуването на животни спящи зимен сън и живеещи в почвата. В състава на тундровата фауна от несекомоядните се среща само кафявозъбката, а от гризачите – ендемични видове от обикновени и копитни леминги. Предимно в южни части на зоната се срещат някои видове полевки (полевка икономка, полевка Мидендорф, червена, червено-сива и някои други); от зайците – бял заек; от хищниците – почти ендемичната полярна лисица, която през зимата мигрира в лесотундрата и частично в северната тайга. Широко разпространени са хермелина и невестулката, срещат се още лисица, вълк, от север навлиза бяла мечка, а от юг – кафява мечка. От копитните ендемичен е мускусният овцебик, характерен е и северния елен. От птиците е характерно малкото число на видовете врабчета, особено зърноядни, обилие от кулики и водоплаващи, от които особено много са белочелата и черна гъска и посевна гъска. Ендемични са: бяла гъска, бяла сова, снежна овесарка, лапландска овесарка, мъхокрак ястреб, сокол сапсан, широко разпространение имат бялата (обитаваща тайгата) и тундровата (срещаща се в планините) яребица и рогатата чучулига (среща се не само в тундрата, но и в безлесните високи планински части и степите). Влечуги няма. От земноводните от юг навлизат някои видове жаби. От рибите преобладават пъстървовите, а в Чукотка и Аляска обитава черна риба. От насекомите преобладават двукрилите (най-вече комари). Относително многочислени са ципокрилите (особено тентредо, а също земни пчели, свързани в своето разпространение с бобови растения), бръмбари, вилоскачки, пеперуди.
Бедността на тундровата фауна се характеризира, например, с малкото число видове бозайници: на полуостров Таймир те са 10 – 11, в Гренландия – 7, в Арктичните острови – 2 – 4. Тундровата фауна е възникнала в периода на кватернерното заледяване, в района на Берингия, след което се е попълвала за сметка на видовете, съществували в приледниковите периглациални степи и в равнините на Средна и Централна Азия (за последното говори сходството на лемингите със степната пъструшка, американският дългоопашат лалугер – с азиатския, тундровият мъхоног ястреб – с централноазиатския). От представителите на тундровата фауна е опитомен само северния елен (американският северен елен карибу не се поддава на опитомяване). Заради ценните кожи са извършва лов на полярна лисица, хермелин и невестулка и уловът на множество птици, гнездящи в тундрата.

## Екологични проблеми
Тундрата е с много крехко екологично равновесие. Разработката на нефтени находища, строителството на нефтопроводи и човешката дейност като цяло създават опасност от екологична катастрофа.
Поради течове в нефтопроводите се замърсява околната среда, нерядко се срещат горящи нефтени езера и напълно изгорели територии. Движението на тежки машини нарушава крехкия почвен слой, за възстановяването на който са необходими няколко десетки години.